# Kostel Nejsvětější Trojice (Pilníkov)
Kostel Nejsvětější Trojice je římskokatolický filiální, dříve farní kostel v Pilníkově. Patří do arciděkanství Trutnov I. Kostel je situován na mírném návrší uprostřed náměstí. Je chráněn jako kulturní památka České republiky.

## Historie
Kostel je poprvé zmiňován jako farní roku 1357. Později byla ke dřevěnému protestantskému kostelu roku 1605 přistavěna Beatrix Eleonorou Zilvarovou zděná věž. Zchátralý kostel byl zbourán a v letech 1769–1772 byl k věži přistavěn kostel ve slohu vrcholného baroka s prvky rokoka. Po požáru velké části města v roce 1820, který roztavil i zvony ve věži, byl kostel obnoven roku 1830. Velká oprava bylo provedena v roce 1904. Od šedesátých let 20. století kostel chátral. V době mezi 28.-30. lednem 2006 se zřítila kostelní klenba. Ve stejném roce byla obcí uspořádána veřejná sbírka na opravu a záchranu poškozeného kostela a koncem roku 2006 byly zahájeny záchranné práce.

### Program záchrany architektonického dědictví
V rámci Programu záchrany architektonického dědictví bylo v roce 2014 na opravu památky čerpáno 500 000 Kč.

## Architektura
Jednolodní budova s hranolovou věží na jižní straně. Půlkruhový presbytář a čtvercová oratoř jsou sklenuty plackou. V chrámové lodi se nachází tříramenná zděná kruchta na sloupcích. V podvěží je valená klenba s bohatým síťovým vzorem.

## Inventář
Inventář je rokokový z konce 18. století.

## Okolí kostela
Po stranách hlavního vchodu jsou umístěny sochy sv. Cyrila a Metoděje. Na náměstí jihovýchodně od kostela je socha Nanebevzetí Panny Marie.

## Bohoslužby
Pravidelné bohoslužby se konají 1. a 3. sobotu v měsíci od 15.00 v bývalé sakristii přeměněné na kapli.

## Fotogalerie

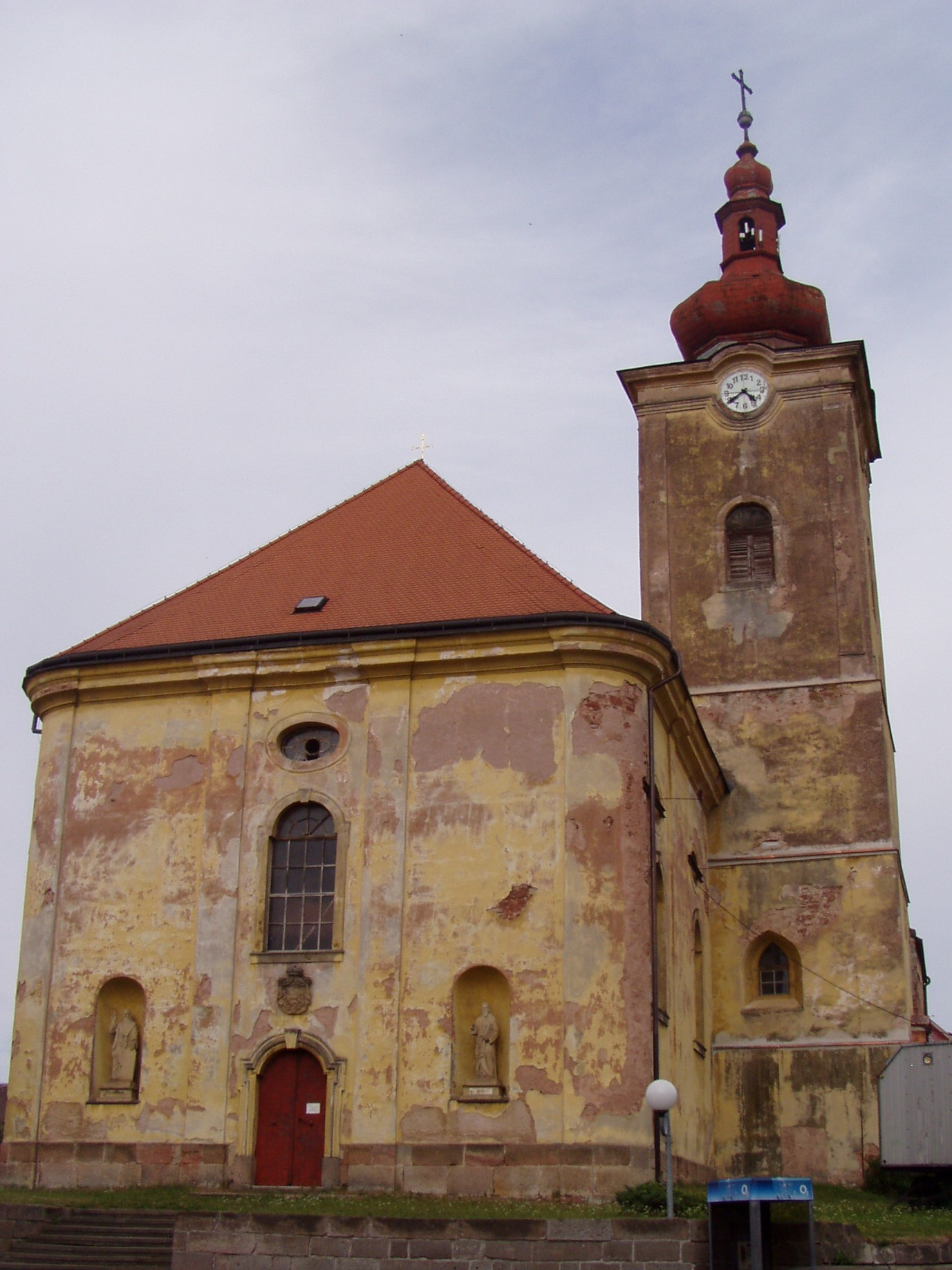
Kostel od Z
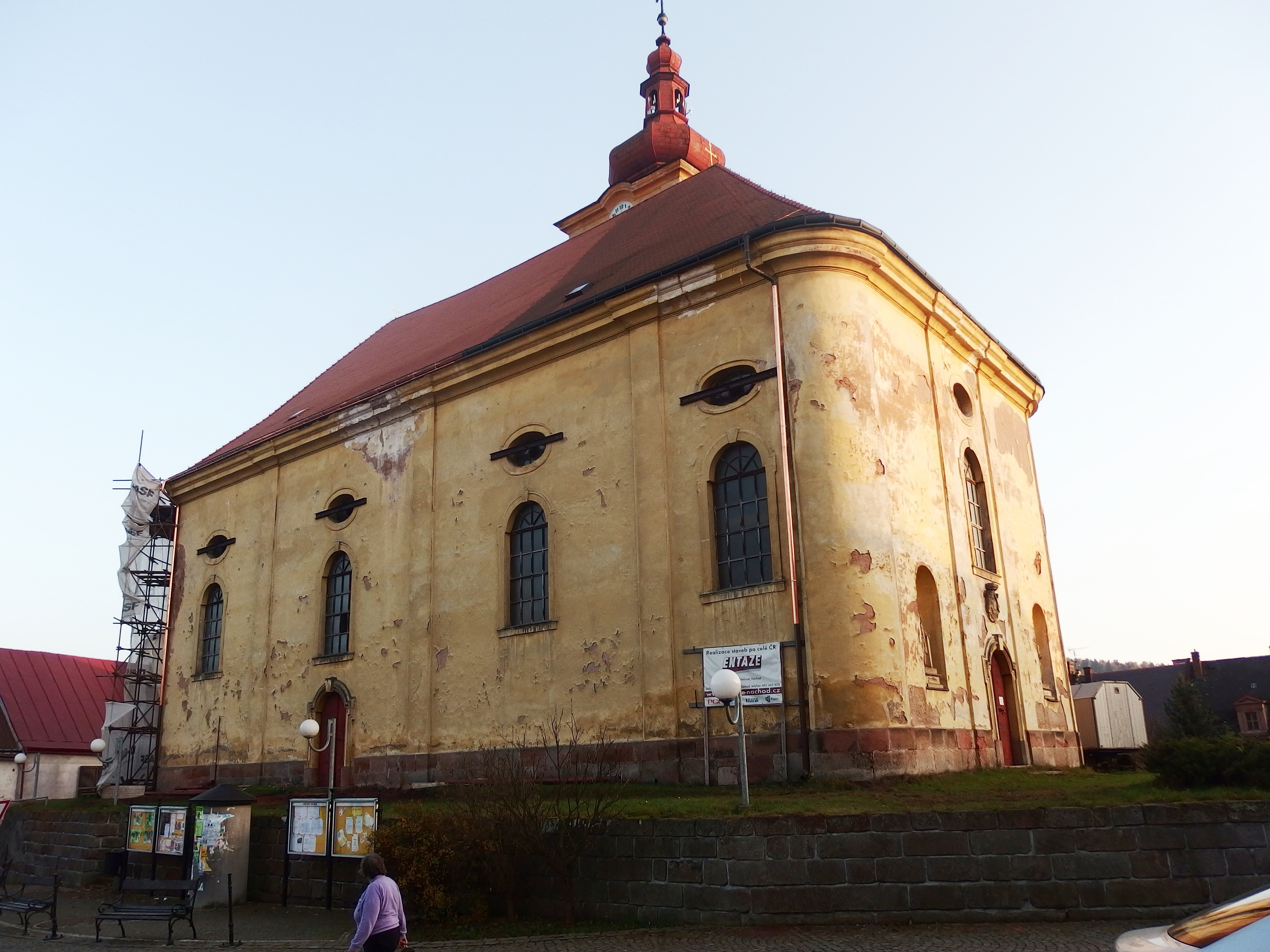
Kostel od S
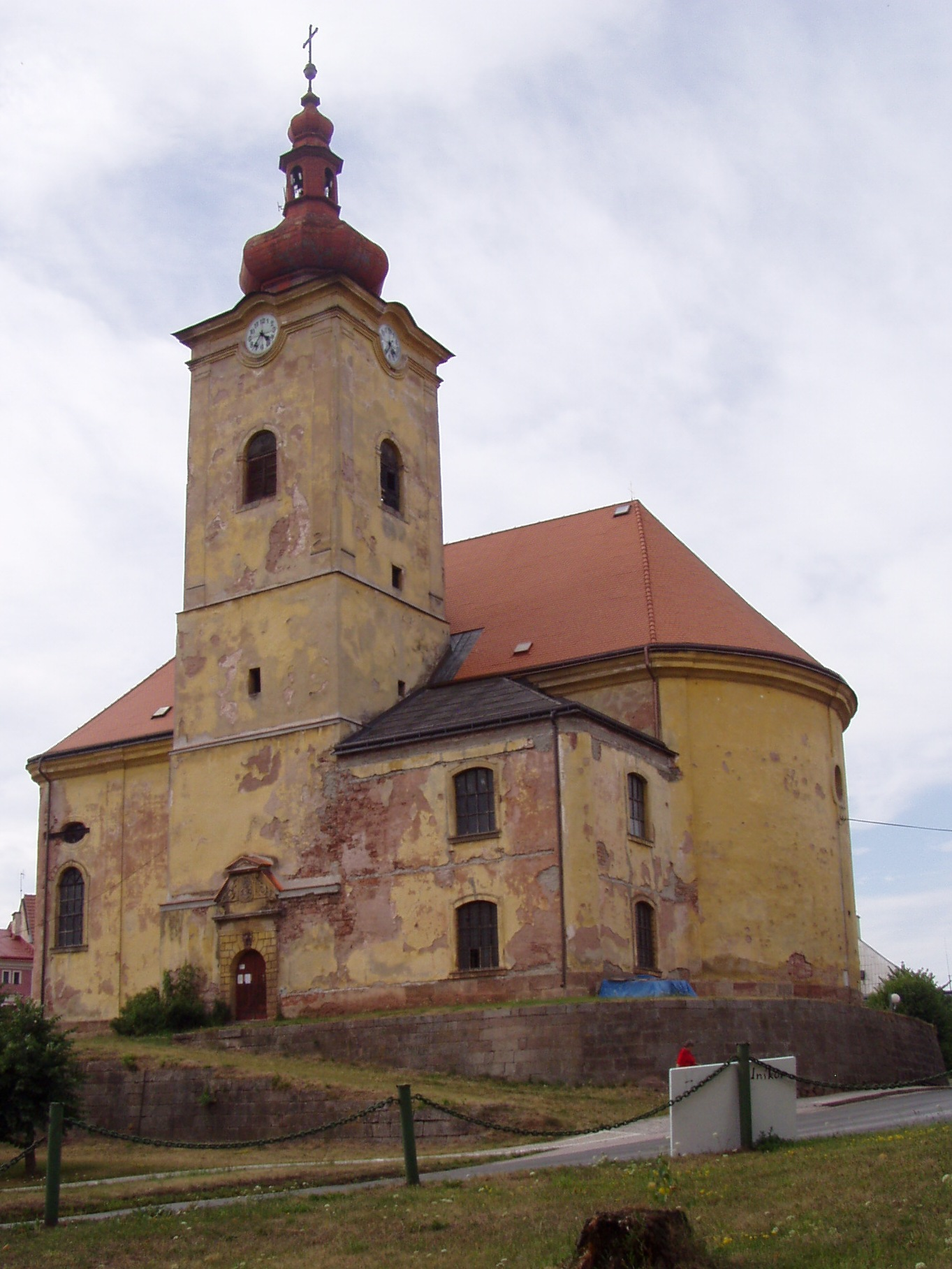
Kostel od JV
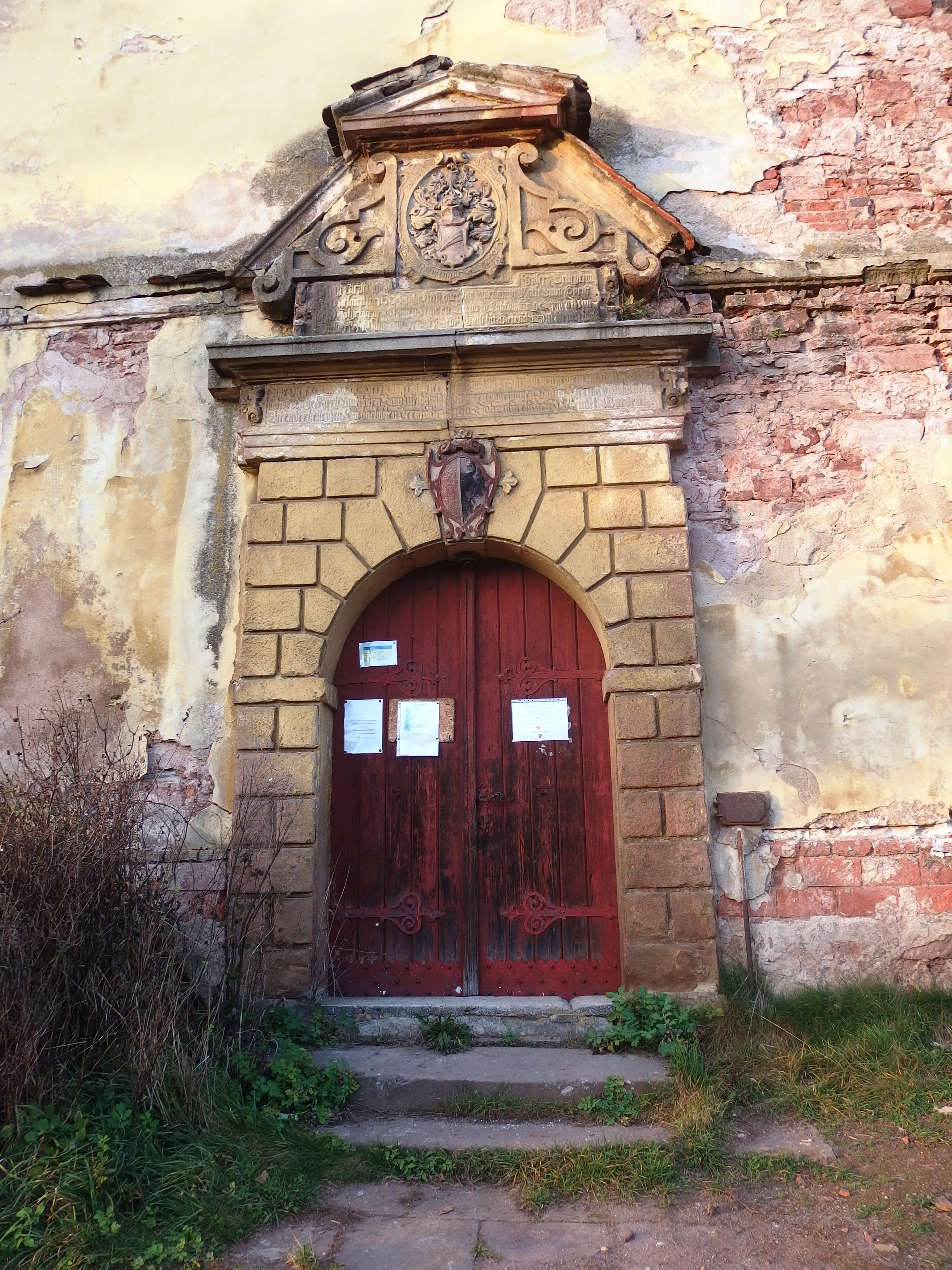
Portál na J straně
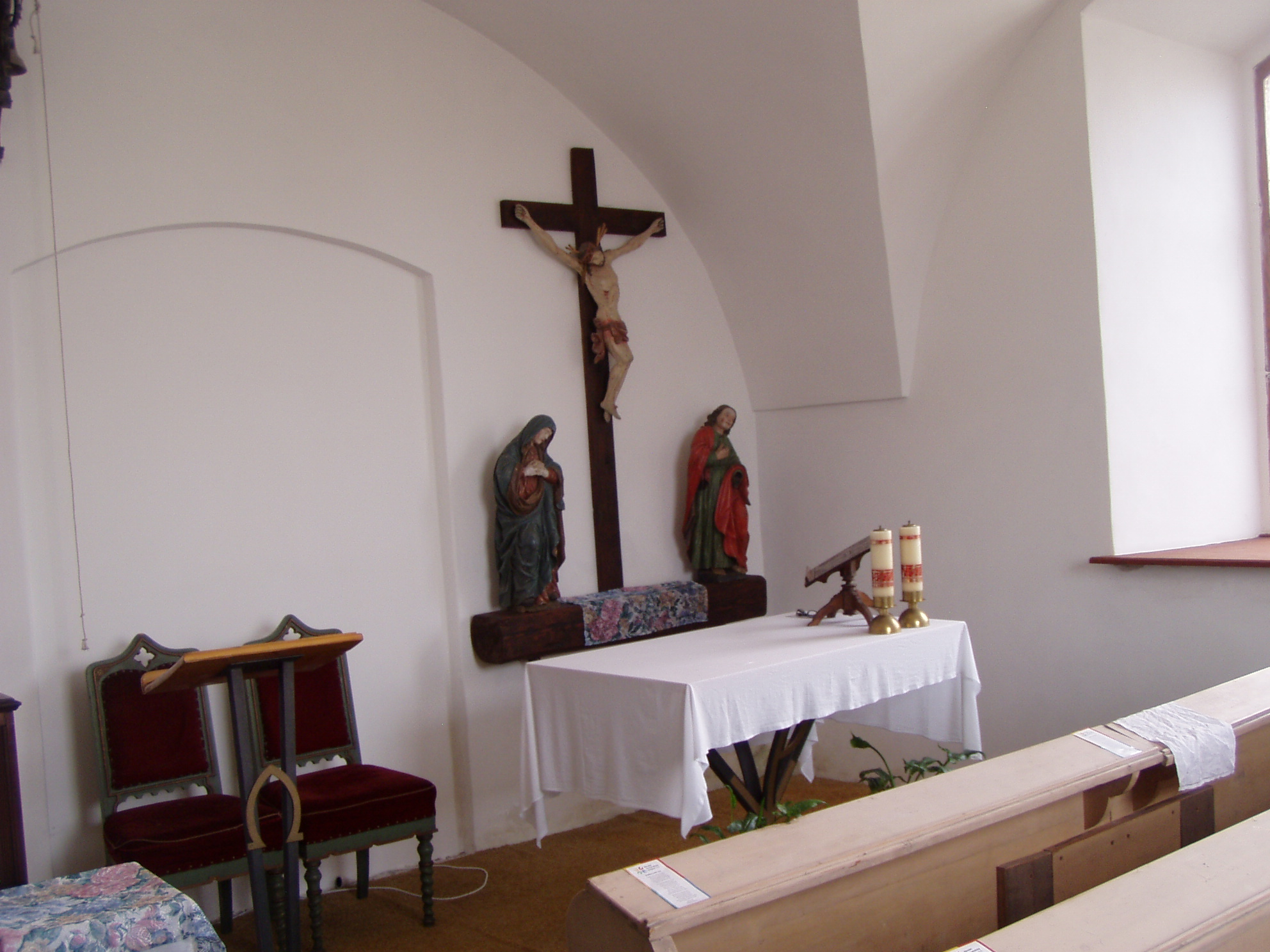
Interiér kaple (původně sakristie)
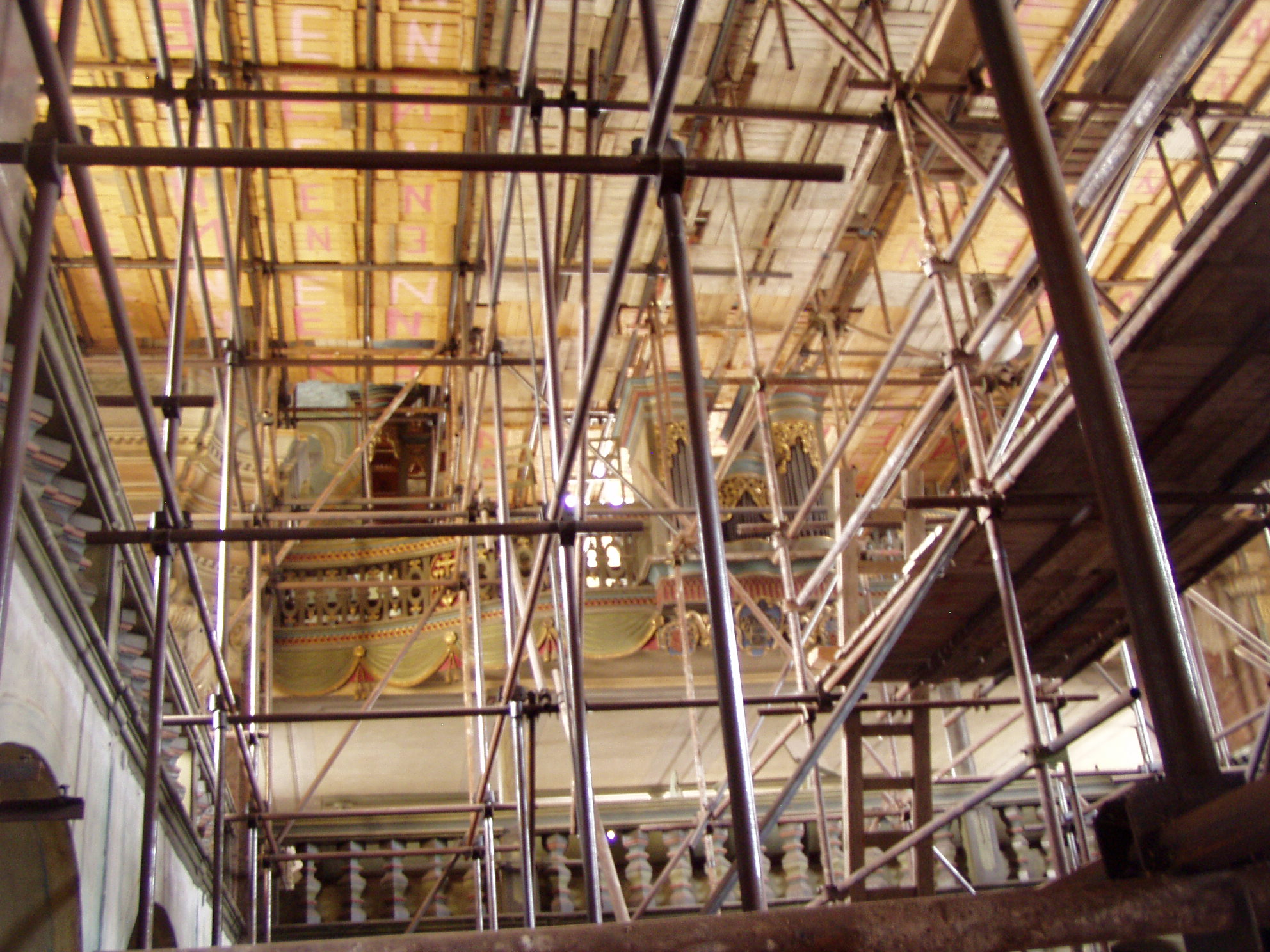
Interiér s lešením
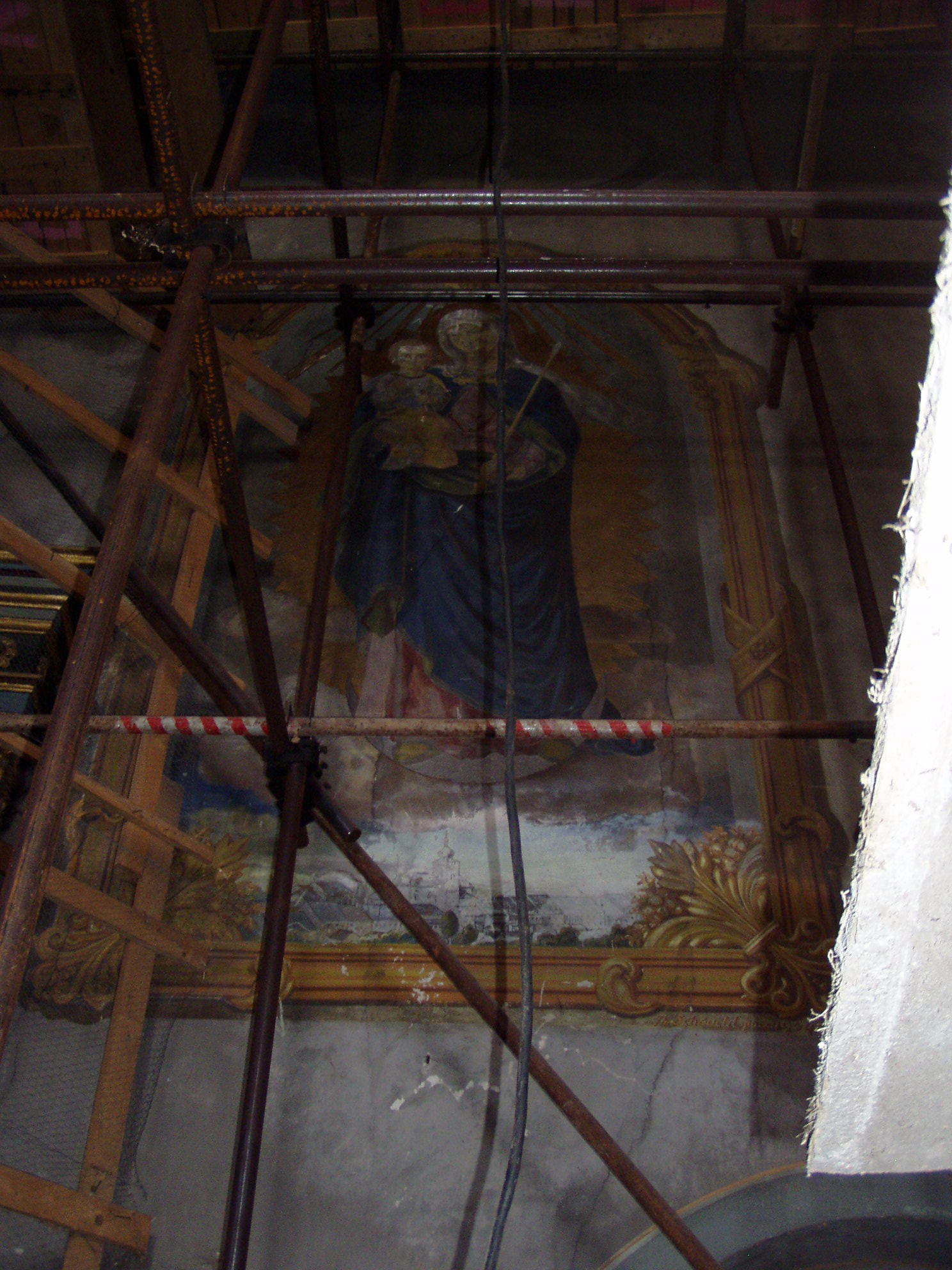
Interiér
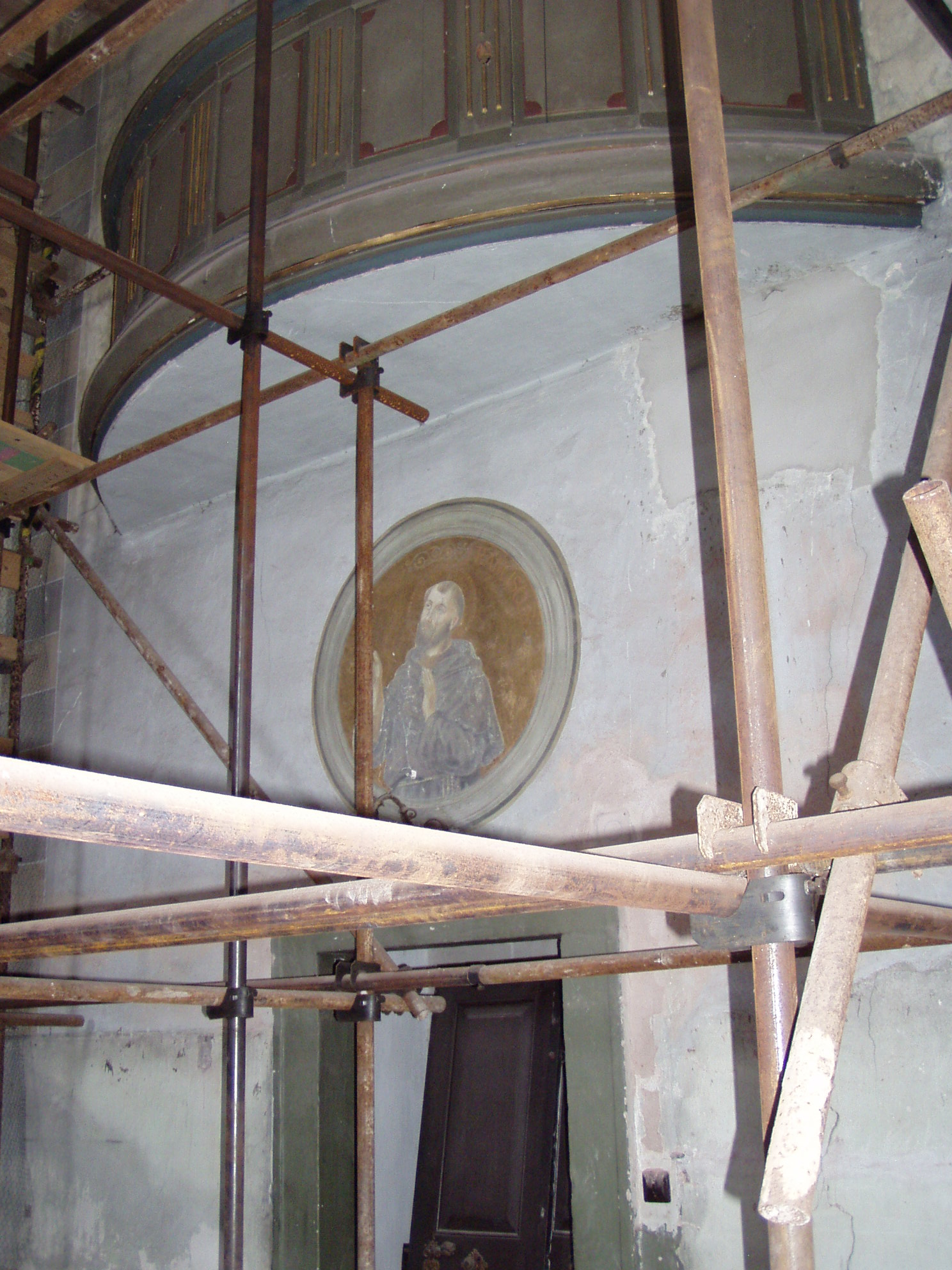
Interiér
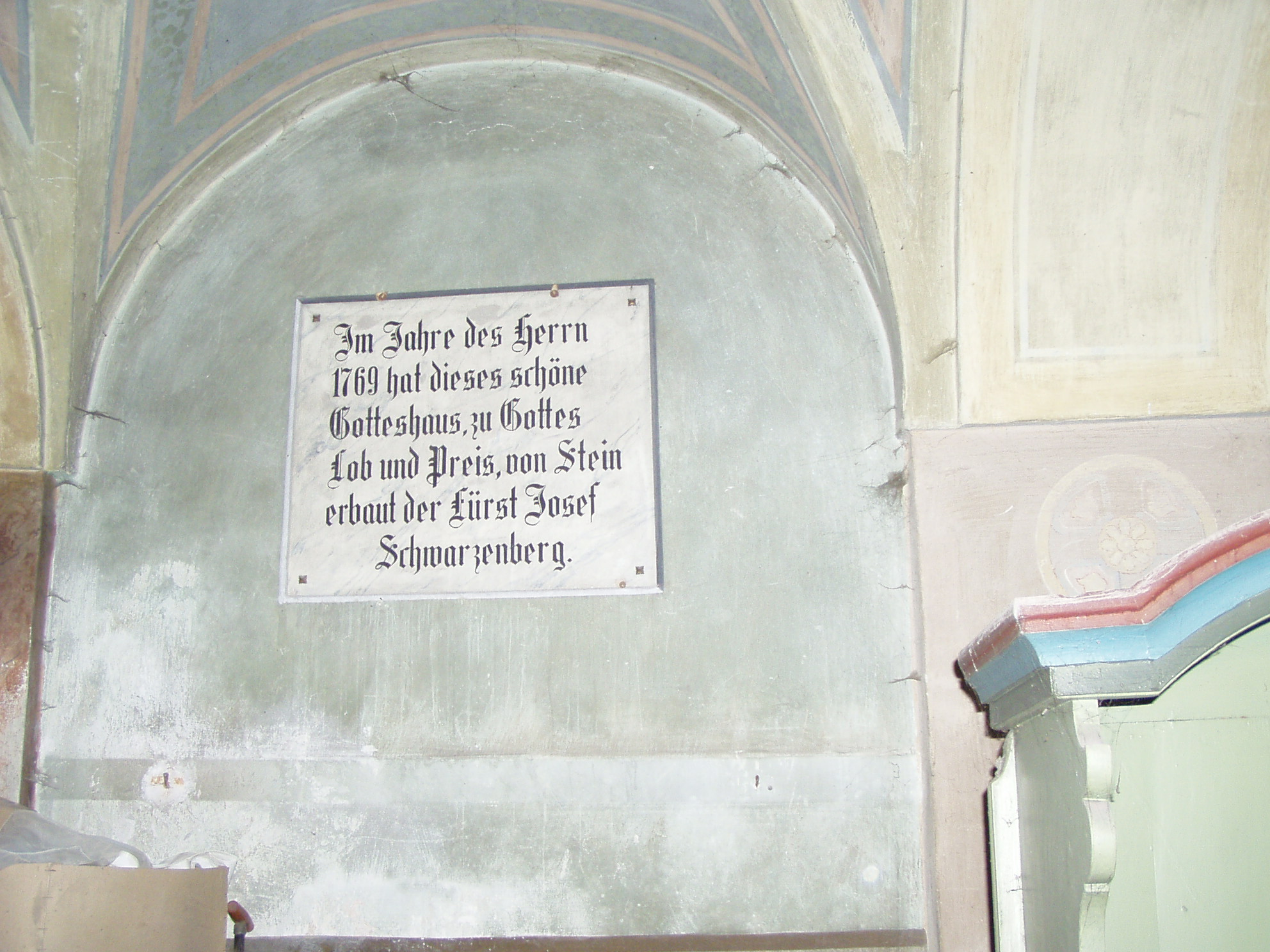
Interiér
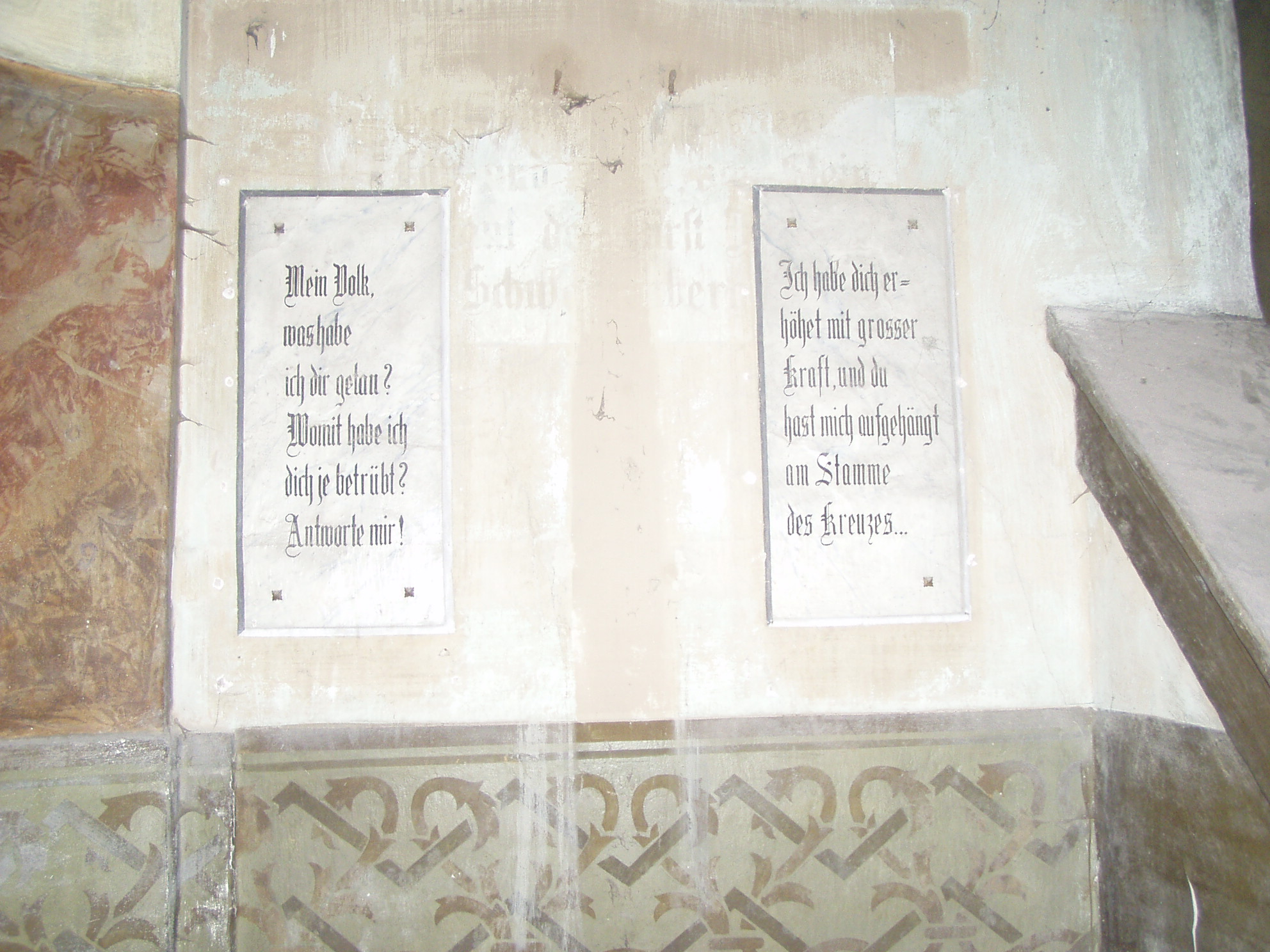
Interiér
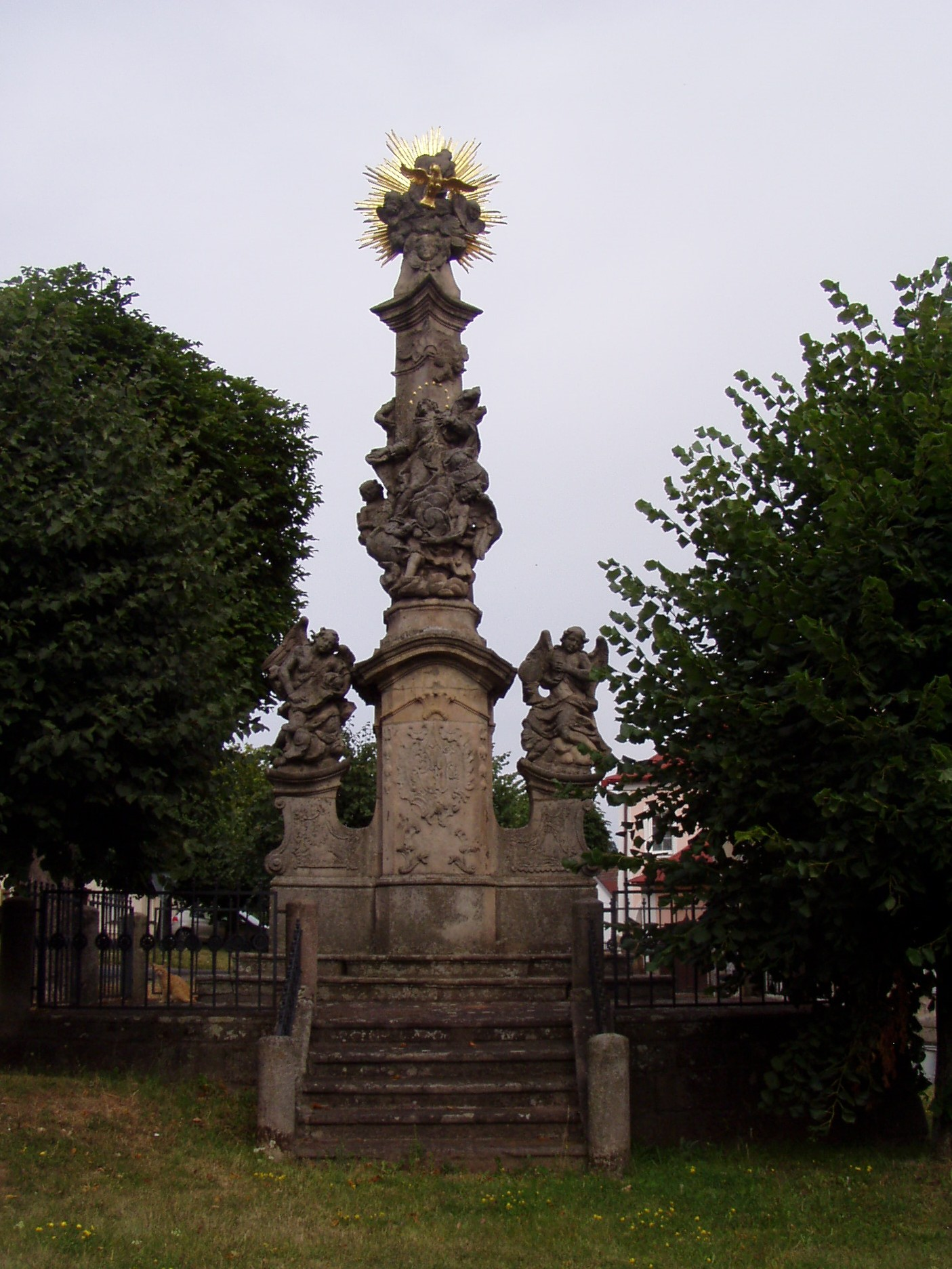
Socha Nanebevzetí Panny Marie na náměstí